# Stephen Morris
Stephen Morris (ur. 28 października 1957 w Macclesfield) – brytyjski perkusista i klawiszowiec zespołów Joy Division i New Order.
Do Joy Division został zaangażowany na miejsce wyrzuconego z zespołu Steve'a Brotherdale'a. Jego charakterystyczny "mechaniczny" styl gry na perkusji był jednym z wyróżniających się składników muzyki zespołu. Po rozpadzie grupy, współtworzył New Order, w którym także udzielał się jako klawiszowiec. Wraz z partnerką Gillian Gilbert (także członkinią New Order) założył zespół The Other Two.
W 2007 roku muzyk został sklasyfikowany na 5. miejscu listy 50 najlepszych perkusistów rockowych według Stylus Magazine.